# Henschel Hs 126
Le Henschel Hs 126 était un avion de reconnaissance allemand utilisé pendant la Seconde Guerre mondiale.

## Développement

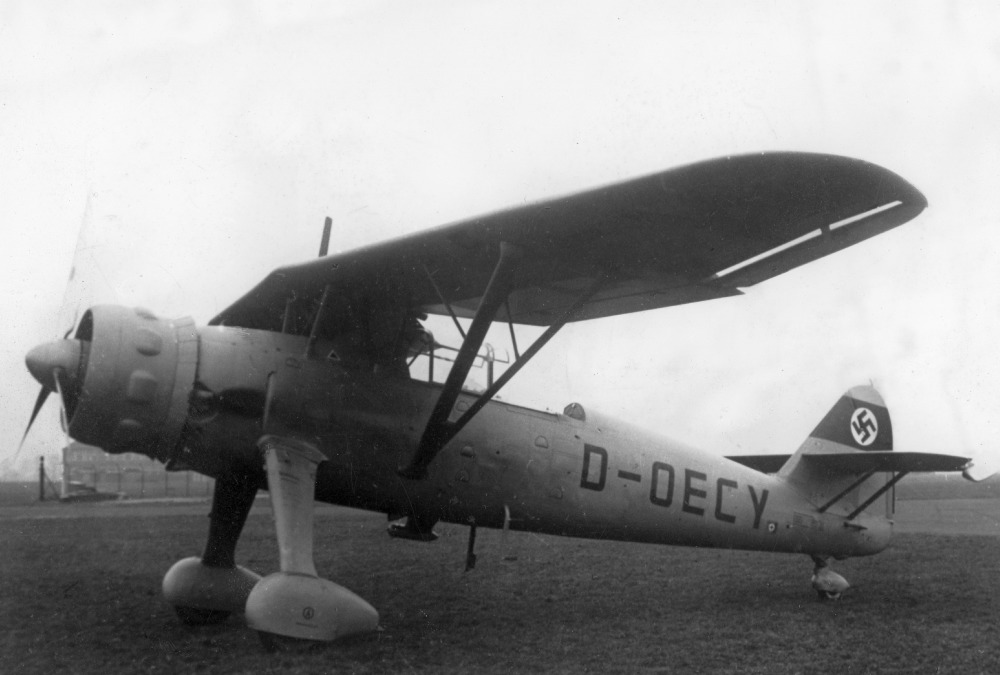
Un Henschel Hs 126, photo de la collection de l'archiviste américain Ray Wagner.

Les usines allemandes Henschel développèrent sur la base du décevant Hs 122 A-0 l'appareil Hs 126 V1 équipé d'un moteur Junkers Jumo 210 qui fit son premier vol à l'automne 1936. Les deux prototypes suivants (V2 et V3) réalisés au printemps 1937 furent équipés de moteurs à pistons en étoile BMW Bramo Fafnir 323 A-1.
Le Hs 126 était un avion à aile parasol en flèche reliée au fuselage par des étrésillons. La voilure était équipée d'ailerons à fente et des volets hydrauliques. Le Hs 126, à ailes parasol, était un avion complètement semblable au Lysander britannique dans ses caractéristiques, cependant plus conventionnel. L'équipage de deux s'assoyaient au-dessous et derrière l'aile dans un vaste habitacle tandem. L'équipement photographique, une radio et un râtelier asymétrique inhabituelle une bombe de 100 kg fut installé et il s'avéra que l'avion avait d'excellentes possibilités et une capacité d'absorber les coups. Les roues du train principal étaient carénées mais ce carénage était souvent enlevé en mission pour gagner de la masse.
Lors de la mise au point, il apparut que l'appareil répondait de manière optimale au besoin militaire exprimé d'un avion de reconnaissance, de reconnaissance armée et de liaison. Henschel réalisa tout d'abord une présérie de dix Hs 126 A-0 destinés aux essais de la Luftwaffe et à partir de 1938, la première version série (Hs 126 A-1) était livrée au groupe de reconnaissance (Aufklärungsgruppe) 35 pour y remplacer les He 45 et He 46 vieillissants.

## En service
Six Henschel Hs 126A-1 servirent au cours de la Guerre civile d'Espagne dans la Légion Condor. En 1939, le gouvernement grec commanda seize Hs 126A-1 pour équiper la 3e escadrille de coopération avec l'armée. Lors du conflit avec l'Italie, 15 Hs 126A-1 appartenaient au Mire Stratiotikis Synergassias (escadrilles d'appui terrestre) du 3 Mira. Ceux-ci combattirent les forces d'invasions italiennes en 1940-1941. Quelques-uns d'entre eux servirent dans les armées de l'air bulgare et croate.
À l'été 1939 sortit la version Hs 126 B-1 équipée d'une hélice à pas variable et d'un moteur plus puissant. Il fut utilisé lors de l'invasion de la Pologne. En juin 1941, lors du début de l'opération Barbarossa, quelque 48 escadrons étaient dotés de cet appareil. Toujours en 1941 en Afrique du Nord, l'Aufklärungsgruppe 14 avec ses Hs 126 était les yeux du Renard du Désert. Jusqu'au printemps 1942, plus de 600 avions de type Hs 126 servirent dans les premières lignes sur tous les fronts. Par la suite, ils furent remplacés par des Fw 189 et ne furent plus utilisés que comme avions-école et comme tracteurs de planeurs DFS 230. Certains Hs 126 furent utilisés par des unités Nachtschlacht, pour des missions de harcèlement nocturne.
Ce sont des Hs 126, du Gruppe 21, tirant des planeurs DFS 230, qui approvisionnèrent les forces allemandes encerclées dans la poche de Kholm, entre le 21 janvier et 5 mai 1942, en Russie. Ce fut la première grande opération de ravitaillement aérien effectuée par les Allemands pour le compte de leurs troupes encerclées derrière les lignes ennemies.
Les derniers Hs 126 furent retirés du front et affectés dans les Balkans pour opérer en second rôle, soit dans la lutte anti-partisane, et ce jusqu'à la fin de la guerre. En mars 1944, 174 étaient encore en état de vol.
Henschel fabriqua un total de 913 exemplaires jusqu'à la fin 1942 (dont 430 chez AGO Flugzeugwerke).

## Aufklärungsgruppe ayant utilisé des Hs 126
- Aufklärungsgruppe 10 (code: T1+) Tanneberg, Norvège, 1940
- Aufklärungsgruppe 13 (code: 4E+) campagne de France, 1940
- Aufklärungsgruppe 14 (code: 5F+) Libye, Afrique du Nord, 1941
- Aufklärungsgruppe 21 (code: P2+) Secteur du Don, front de l'Est, 1942
- Aufklärungsgruppe 31 (code: 5D+) Balkans et Grèce, avril 1941
- Aufklärungsgruppe 41 (code: 6K+) front de l'Est, 1942

## Les Henschel Hs 126 et l'aviation grecque
Ce fut un Henschel Hs 126A-1 qui fut le premier avion de l'Elliniki Vassiliki Aeroporia (Forces aériennes royales helléniques ou EVA) à être abattu, peu après dix heures, le 28 octobre 1940, par des 3 chasseurs Fiat CR42 de la Regia Aeronautica, près de Darda, après que sept divisions italiennes traversèrent la frontière gréco-albanaise de 200 km, pour envahir la Grèce. C'est le premier avion grec perdu dans une bataille qui va durer six mois au cours desquels les aviateurs grecs vont se montrer de redoutables adversaires.
Les divisions italiennes étaient appuyées par des bataillons de mitrailleuses, de chasseurs alpins et par de l'artillerie lourde, d'un régiment de chars (chenillettes Carro Veloce L.3/33 & 35) et environ 180 avions opérationnels, basés sur les aérodromes construits après l'annexion de l'Albanie en avril 1939, et à Bari, dans le sud de l'Italie. Les divisions grecques avaient seulement deux chenillettes, quelques mitrailleuses, mortiers ou d'autres armes d'appui, incluant des canons antichars et anti-avions et étaient tributaires aux fournitures transportées au front par des trains à dos de mule sur des routes et des chemins en mauvais état, depuis les voies de chemins de fer de montagne plus au sud.
L'EVA avait seulement environ 150 avions opérationnels, sans parler des réserves, et tous ses avions relativement modernes, avaient été achetées pendant les quatre années précédentes, en Pologne (PZL P.24), au Royaume-Uni (Anson, Battle, Blenheim I & IV, Gloster Mars VI et Gloster Gladiator I), en France (Potez 25A2, Potez 633, Breguet 19, Bloch MB.151) et en Allemagne (Dornier Do 22, Hs 126A-1).
Pour la reconnaissance tactique et l'appui au sol, les troupes grecques dépendaient de la coopération de trois escadrons de l'armée et d'une unité indépendante, soit les 2, 3 et 4 Mire et le 2828 Anexartito Sminos. Le 2 Mira et le 2828 Sminos étaient équipés respectivement avec 10 et de huit Breguet 19 (dont 10 étaient en état de vol) et d'un Avro 621 Tutor. Le 3 Mira avait 16 Henschel Hs 126 et d'un Tutor, et le 4 Mira avait 17 Potez 25A2 et un Tutor. Le 2 Mira était basé à Larissa, le 2828 Sminos à Dekelia/Tatoi, le 3 Mira à Lebet et le 4 Mira à Amygdaleon, Kavala.
Le Diikisi Aeroporias Stratiotikis Sinergasias (Commandement de coopération de l'armée) 1 Mira, équipé avec des Breguet 19, était devenu le Kentro Prokechorimenis Ekpaidefseos (KPE = Centre d'entraînement avancé) en janvier 1940. Il reçut par la suite environ 12 Avro 621 et 626 et fut renommé le 51 M.P.E. L'escadron fut basé à Perigiali (Korinthos), mais il n'existe aucune preuve qu'il a jamais joué un rôle dans les opérations militaires. Le 10 décembre 1940, le C.O. du 1 Mira, Episminagos (chef d'escadron) L. Giannaris pris en charge le 2 Mira et le Sminagos (lieutenant de vol) I. Koutsoukos du 2 Mira pris en plus le 1 Mira.
L'acquisition des Henschel Hs 126, pour remplacer les obsolètes Potez 25A2 et Breguet 19A2/B2, apparut inévitable au printemps 1938. Klaus Wartmann stipule que la Henschel Flugzeug-Werbe A.G. fut informée par le Reichsverband der Deutschen Luftfarhrt-Indutrie (RDLI) en juillet 1938, que les Forces de l'air hellénique étaient intéressées par leur "avion multi-rôles", après quoi, Henschel s'est préparé à répondre à une commande pour 16 à 32 Hs 126.
Les officiels grecs visitèrent les ateliers de Henschel à Johannisthal et à Schönefeld en novembre 1938, et l'un d'entre eux pilota un Hs 126. Les négociations ultérieures pour l'achat de 16 Hs 126 étaient prometteuses, Wartmann souligne que les problèmes soulevés furent uniquement, parce que les Grecs voulaient acquérir une licence de fabrication à un « prix minimal », du fait qu'ils se méfiaient d'abord du moteur en étoile à injection de carburant, et parce que la Grande-Bretagne avait offert des Westland Lysander à crédit.
Le contrat a finalement été signé le 22 avril 1939 et qui portait sur la livraison de 16 Henschel Hs 126 de la version A-1 et qui comprenait en plus, cinq moteurs de rechange, de l'équipement de maintenance, incluant des gabarits et quatre presses spéciales et de « 16 installations pour une bombe additionnelle » (dont la livraison n'a jamais été par la suite demandée) pour la somme approximativement de quatre millions de Reichsmark. Le contrat prévoyait un suivi éventuel de la vente d'un permis pour manufacturer des pièces et du matériel.
Wartmann précise que le contrat ne couvrait pas le montage de l' « arme flexible » (la mitrailleuse de l'observateur) sur chaque Hs 126 ou d'autres pièces variées de l'équipement, qui comprenait sûrement le choix du type de mitrailleuse, l'acquisition de celles-ci étant laissée à l'acheteur.
Une commission de réception grecque commença à travailler à Schönefeld, en juin 1939, Athènes avait pendant ce temps exprimé le souhait d'acquérir davantage d'avions.
Lorsque la guerre éclata, le 1er septembre 1939, la construction des 16 Hs 126, de la version K pour l'exportation, étaient presque achevée et les pilotes grecs étaient arrivés à la fin novembre, pour en prendre possession. Cependant, les vols à destination de la Grèce, prévus pour les 6 et 7 décembre, durent être annulés en raison des mauvaises conditions météorologiques. Les 10 premiers Hs 126 purent décoller, en deux groupes, entre le 9 et 21 décembre. Encadrés par les pilotes travaillant pour la compagnie Henschel, soit Kaempf, Leisentritt, Kirsch et Fuess, les avions volèrent vers Athènes via Johannisthal, à Vienne.
Comme dit précédemment, 15 des 16 Henschel Hs 126 furent affectés au Mire Stratiotikis Synergassias (escadrilles d'appui terrestre) du 3 Mira. Ils étaient sous le commandement du major D. Paliatseas, tué par la DCA italienne, le 6 janvier 1940.
Le numéro d’identification des Hs 126 du 3 Mira commençait par la lettre Z ou le E grec.

### Aéronefs comparables
- LWS-3 Mewa
- Westland Lysander